# 建築学
建築学（けんちくがく、英語: architecture）は、建築について研究する学問である。

## 概要
建築学は、建築の構造や材料等について研究する工学的な側面、制度や法規、経済活動について着目し研究アプローチする社会科学的な側面、デザインや歴史について研究する芸術的・文化的な側面を持つ。
かつての建築家があらゆる課題を各自解決する必要があったように、建築学は総合的学問であったが、建築と一口に言ってもその応用範囲は、広大かつ多岐にわたる。構造的側面、芸術的側面はもとより、都市計画などにおいては、人間社会におけるライフスタイル、ひいては、精神的分野にまで踏み込んだ形で計画され実施される。すなわち、構造分野においては、数理的解釈を必要とする理科学的知識を必要とし、芸術分野においては、精神論的解釈が求められる。またその両者を高い次元において両立させるための総合力が不可欠である。
そのためいわゆる建築学といわれる分野の知識以外にも、機械工学、電子工学、土木工学、精神論、社会学、法学、経済学、語学、環境学、エコロジー分野など、多岐にわたる知識を広く浅く知る必要がある、特殊な学問である。その学問的性質上、現代では完全な分業化が進んでおり、それぞれの分野に特化している。

## 分類
日本建築学会では、論文集を構造系、計画系、環境系に分けて発行している。同様の区分は、東京大学大学院や、京都大学でも採用されており、東京大学大学院では、建築構造、材料工学、建築構法、建築生産等を構造系、建築計画、建築デザイン、建築史等を計画系、環境工学、建築設備等を環境系としている。

## 構造系

### 建築構造学
日本以外の大学では建築学科は工学部に属さないことが大半なので、工学部系の建築関連学部学科で取り扱うことがほとんどであるが、日本の大学では工学部に属する建築学科で学習、研究がなされている。
おもに、鉄筋コンクリート構造、鉄骨構造、木構造などの構造、および構造力学や建築物の物理的な地震災害などについてを研究する。

### 建築材料学
倒壊、消耗、破損などを防ぐべく、建築に用いられる材質について研究する。また、日本では古来より、木造建築物による火災被害が深刻視され木造建築物が密集した地域が数多く存在していた事により、火災が一度発生すると被害が拡大し、経済的に多大な損失を与えていたため、戦後は主に不燃性、難燃性素材開発を目的とした研究が重要視されてきた。
近年に至り、不燃性、難燃性素材の開発がほぼ完成形を見せる一方、現在では主に地震に対する耐震、免震素材への興味が高まりつつある。

## 計画系

### 建築計画学
建築計画学は、建築に求められる機能を探求し、人間の行動や心理に適した建物を計画する。

### 建築意匠学
デザインについて研究する造形論をはじめ、建築のあり方や理想像を考究する建築論（建築哲学）、建築家研究を行う作家論、設計手法の理論的研究を行う設計論、図法や図面の描き方を研究する図学などの専門領域に分かれる。なお、広義では、実践的技術としての建築設計を含む。

### 都市計画学
まちづくり、グランドデザイン、都市建築法規、動線計画、農村計画、交通工学、衛生工学などを総合的に取りまとめる分野。建築設備学同様、都市計画学という学問領域はなく、やはり都市計画の実学的側面を指す俗称あるいは大学でのカリキュラムのジャンルを示すに過ぎないが、他分野にまたがって都市計画学者が存在する。日本では都市計画学者が集い日本都市計画学会が組織されている。

### 建築史学
古代以来の各時代や社会と建築の関係、工法の発達などを研究する。造形も学ぶため建築意匠とも関連する分野となる。

## 環境系

### 建築環境工学
建築に関わる採光、換気、排煙、暖房と冷房、空気調和工学のほか建物の断熱性能、音響性能などさまざまな事象を数理的に探究する領域である。音響に関する領域は建築音響工学と呼ばれる。

### 建築設備学
建築衛生や建築環境工学、建築音響工学の実学的側面であり、建築物に用いる設備、すなわち機械設備と電気設備を研究する。

## その他
以下のほか、建築教育研究、住宅学住居学、文化財修復などの分野や、防災（耐震補強・気象予測・震災火災等予防・避難経路の選定、研究）、海洋学、農村計画分野、近年では環境工学（計画原論）や情報システム工学の面からも研究が行われている。

### 建築情報学
建築分野にもデジタル・ファブリケーションを利活用するなど情報技術の導入は古くから存在し、建築学の各分野を横断して実戦と学術研究開発が進められている。2021年には建築という概念を情報学的視点から既存の建築学の体系を再編、再構成することを共通の出発点にした学際として、建築情報学会が発足している。

### 建築経済学
建築経済学、建築経済（building economy）とは、建築工業の内部にみられる生産関係、およびこれを基盤にして成り立つ流通上の社会的な諸関係をさし示す概念である。このような経済を研究するもので建築経済を研究対象とし、建築経済現象にみられる一般性共通性から、そこでの諸概念を確定し、これらの現象相互間の規則性を明らかにして諸法則を求め、それらの諸概念・諸法則を総合して理論体系を打ち立て、そこから建築経済の機構・運動を明らかにするものである。このようにして建築経済学は、建築学の基礎学科の一つに属している。なお、建築経済研究に際し基本的に重要な事項は、建築労働(建築工業部門に新たな価値をもたらす)、建築生産機構(建築工業部門、諸企業への価値配分のメカニズム)、建築生産手段(建設資材価格の動向の影響)などである.

### 建築生産学
建築生産"という用語が初めて登場したのは当時京都大学に在籍中の西山夘三らによる「DEZAM 7号」(1932年（昭和7年）)掲載の「建築と建築生産」で、ここでは建築の工業化・合理化をテーマとして生産の後進性が指摘されている。戦後からある時期までの建築生産研究は、日本建築学会の建築経済委員会に属する研究者達によって支えられ方法論的・実証的研究に向けての研究活動を開始した。同研究会の設立の目的は (1) 建築生産に関する方法論的研究、(2) 建築生産の性格(生産関係)に関する研究、(3) 建築生産の生産力に関する研究、(4) 建築生産における施工能力、施工技術に関する経済的分析の4点であった。しかし「当時においては、建築生産という考え方は未だ一般的ではなく、研究活動形式においても模索することが多かったと思われる」と「建築学会関東支部30年史」は述べている。その後1965年（昭和40年）に徳永勇雄により「建築経済と建築生産論の発展」が発表され、ここでは生産論が建設産業論として捉えられる。このような事情を経て、1966年（昭和41年）建築経済委員会に建築生産部会が創設され(主査:古川修のちに岩下秀男に交替)、2年後に部会討論の結果を取りまとめて「建築生産論の提起｣(代表執筆:巽和夫)を発表、当面の研究課題の連関関係概念図および建築生産論の研究テーマが示された。そこでは「建築研究の中に建築生産論と呼ぶべき総合的研究の必要性を提起したつもりである」と結ばれている。1975年（昭和50年）に同部会がまとめた「日本の建築生産･研究の現状その2・建築生産文献解題」では「建築生産論が従来いわゆる施工だけを意味するのではなく、設計も材料・構造・設備・経済等々を含んで建築を作る行為全体を一貫的に捉えようとするもの｣と述べられている。

### 建築施工学
建築の施工に関しての学科目として、建築施工学との名称で、大学で講義が開講されているほかに、大学によっては専門とする研究室も開設されている。工業高等学校建築科などでは高等学校学習指導要領 第3章　専門教育に関する各教科　第2節　工業 で、第2款　各科目　第31　建築施工と、定められる。

## 関連分野
- 人間居住科学
- 環境デザイン
- 造園学・庭園学・園芸学
- ランドスケープデザイン
- エクステリア・エクステリアデザイン
- 都市計画・アーバンデザイン
- 都市設計
- 都市工学
- 造船学
- 生活科学
- プロダクトデザイン
- 社会工学
- 土木工学
- 考古学・考現学
- 芸術学・美学
- 景観・都市美
- 工芸
- インテリア・インテリアデザイン
- スペースデザイン

## 名称の変更
明治維新に近い幕末の1862年（文久2年）に蕃書調書の堀達之助が編纂した「英和対訳袖珍辞書」の中で"Architect"に「建築術ノ斈者」、"Architecture"に「建築斈」が当てられた（「斈」は「学」の異体字）。
一方、明治時代初め、工部省などでは"Architecture"を「造家」と訳しており、1877年（明治10年）に工部大学校が開校した際には「造家学科」が設けられた。
その後、伊東忠太が「『アーキテクチュ－ル』の本義を論じて其の訳字を選定し我が造家学会の改名を望む」という論文を著し、「造家学」では工学的意味合いが強いため、「建築学」と改めることを提唱し、造家学会、造家学科は建築学会、建築学科などと改められた。しかし、佐野利器らの出現によって、また関東大震災などの影響下で、工学的傾向自体は変わらなかった。